# محمد سعد حصار
محمد سعد حصار، ولد بسلا في 21 فبراير 1953، كان كاتبا سابقا للدولة لدى وزير الداخلية بالمملكة المغربية.

## مسيرته
حاصل على شهادة «الميتريز» في الرياضيات من جامعة بول ساباتييه (تولوز)، ثم ولج مدرسة خاصة للالأشغال العامة والبناء والصناعة (باريس) وتخرج منها مهندسا.
شغل منصبا بوزارة التجهيز والأشغال العمومية، حيث تقلد سنة 1986 مهام رئيس مصلحة البنيات الأساسية ورئيس قسم التجهيزات المختلفة وقسم التخطيط والبرمجة، لينتقل بعدها سنة 1987 إلى مكتب استغلال الموانئ كملحق بالمديرية، ثم مديرية التنمية بهذه المؤسسة خلال السنة الموالية.
وقد أشرف محمد سعد حصار على إنجاز مجموعة من المشاريع من سنة 1991 إلى 1997 خصوصا منها جامعة الأخوين بإفران.
وشغل منذ سنة 1997 منصب مدير عام لإدارة المحافظة العقارية والخرائطية والمسح الطبوغرافي.
في 11 ديسمبر 2002، عين واليا ومديرا عاما للجماعات المحلية. كما عين في مارس 2006، واليا كاتبا عاما لوزارة الداخلية.
وفي 2011، كان مرشحا لتولي رئاسة الأمانة العامة للمجلس الأعلى للأمن.

## الأوسمة
- في عام 2005، زين من قبل جلالة الملك محمد السادس، بالوسام العلوي من درجة فارس.
- في عام 2010، زين بوسام جوقة الشرف من درجة فارس.